# ماريانو روكي ألونسو
ماريانو روكي الونسو هي مديرية في باراغواي، تقع في الإدارة المركزية، بلغ عدد سكانها 101,715 نسمة وذلك حسب إحصائيات سنة 2018، تبلغ مساحتها 43 كيلومتر مربع، رمزها البريدي هو 2040.

## أعلام
- ديرليس غونزاليز
- ماريو لوبيز كينتانا
- خوسيه أنطونيو فرانكو
- أوسكار أيالا